# Віллі Гарм'янц
Віллі Гарм'янц (нім. Willi Harmjanz; 4 січня 1893, Нойруппін — 1 січня 1983, Берлін) — німецький офіцер, генерал авіації.

## Біографія
23 травня 1911 року вступив в 152-й піхотний полк. Учасник Першої світової війни, командир взводу, роти, батальйонний ад'ютант. Пройшов підготовку льотчика-спостерігача. 30 липня 1919 року звільнений з армії. 30 серпня вступив на службу в поліцію Гляйвіца, потім служив в поліції порядку Ратибора, Лігніца, Грюнберга, Оппельна, Коттбуса. З 1 травня 1930 року  адміністративний офіцер командування поліції порядку Кенігсберга, з 1 березня 1933 року — інспекції державною поліції Кенігсберга. 1 серпня 1935 року переведений в люфтваффе. З 1 грудня 1935 року — начальник 3-й і 4-й технічних груп, одночасно з 1 березня 1939 року — квартирмейстер 4-ї авіаційної області. З 24 вересня 1939 року — начальник 2-ї технічної групи (Позен), з 1 червня 1940 року — технічної групи «Норвегія». 1 грудня 1940 року призначений командувачем ВПС в Норвегії, а 1 травня 1941 року — начальником польової технічної групи «Норвегія». Відповідав за забезпечення авіаційних частин в Норвегії, а також за підтримку в робочому стані наземних авіаційних споруд. З 26 червня 1941 року — начальник авіаційної області «Норвегія». 17 січня 1944 року зарахований в резерв ОКЛ, а 22 червня 1944 року призначений командувачем німецькими ВПС в Фінляндії. Після виходу Фінляндії з війни відкликаний до Німеччини і 19 грудня 1944 року призначений начальником 16-ї авіаційної області. 17 січня 1945 року зарахований в резерв ОКЛ, а 30 квітня звільнений у відставку. 24 травня 1945 року заарештований в селі Генфельд органами СМЕРШ. 21 квітня 1949 року переданий владі ФРН і звільнений.

## Звання
- Фанен-юнкер (23 травня 1911)
- Фенріх (18 листопада 1911)
- Лейтенант (18 серпня 1912)
- Оберлейтенант (27 січня 1916)
- Гауптман запасу (30 липня 1919)
- Гауптман поліції (31 серпня 1919)
- Майор поліції (11 квітня 1930)
- Оберстлейтенант (1 серпня 1935)
- Оберст (1 квітня 1937)
- Генерал-майор (1 квітня 1939)
- Генерал-лейтенант (1 квітня 1941)
- Генерал авіації (1 жовтня 1942)

## Нагороди
- Залізний хрест
  - 2-го класу (жовтень 1914)
  - 1-го класу (20 серпня 1917)
- Нагрудний знак пілота-спостерігача (Пруссія) (4 квітня 1917)
- Військовий Хрест Фрідріха-Августа (Ольденбург) 2-го і 1-го класу (25 липня 1918) — отримав 2 нагороди одночасно.
- Королівський орден дому Гогенцоллернів, лицарський хрест з мечами (13 жовтня 1918)
- Сілезький Орел 2-го і 1-го ступеня (30 грудня 1920) — отримав 2 нагороди одночасно.
- Почесний хрест ветерана війни з мечами (6 листопада 1934)
- Медаль «За вислугу років у Вермахті» 4-го, 3-го, 2-го і 1-го класу (25 років; 2 жовтня 1936) — отримав 4 нагороди одночасно.
- Застібка до Залізного хреста 2-го класу
- Хрест Воєнних заслуг 2-го і 1-го класу з мечами